# 國立大田顯忠院

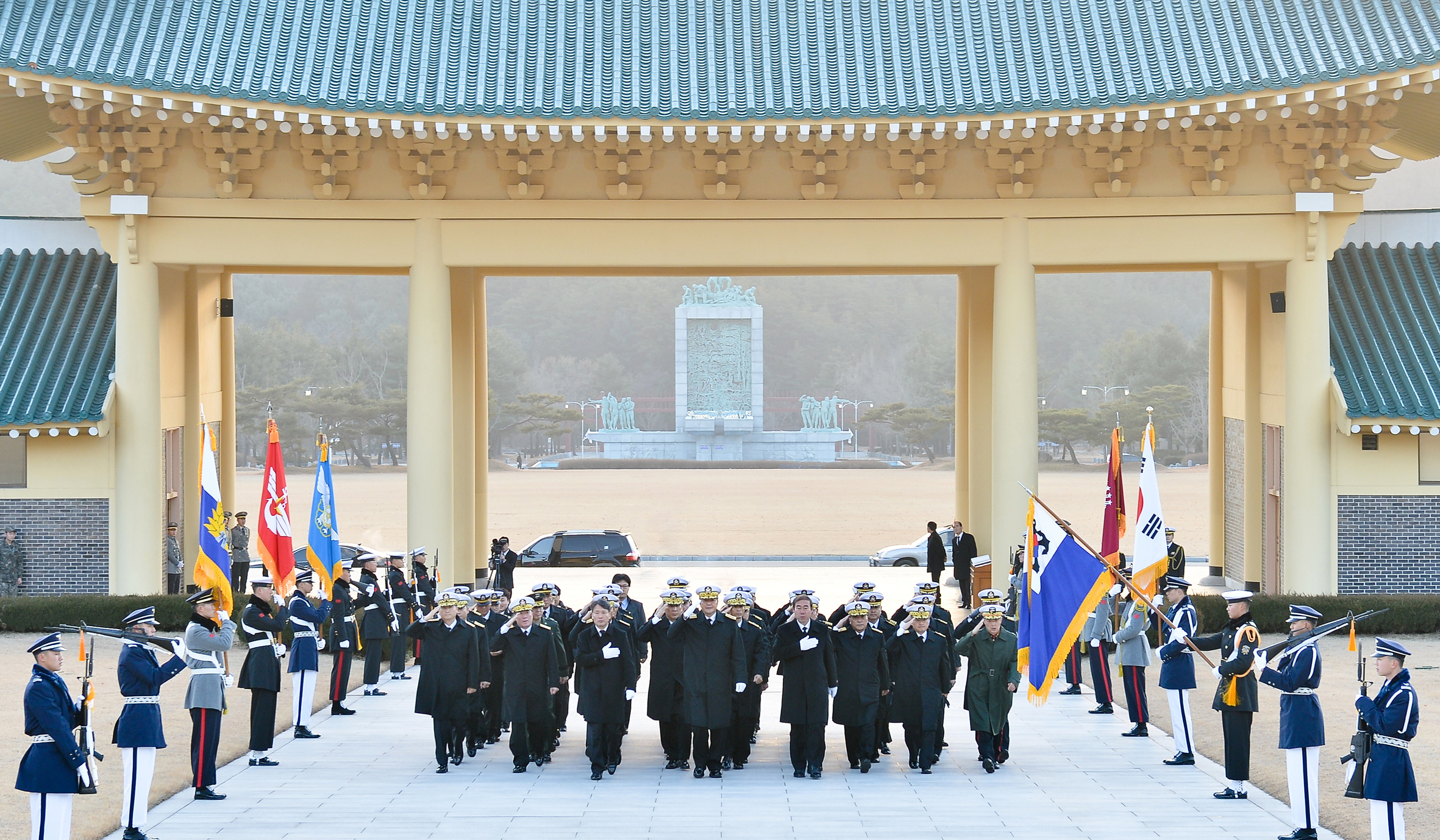
國立大田顯忠院內的「顯忠門」（현충문）及韓國海軍參拜官兵。

國立大田顯忠院（：／），大韓民國國家報勳部所屬機關，為韓國一座國立公墓，位於大田廣域市儒城區。

## 历史

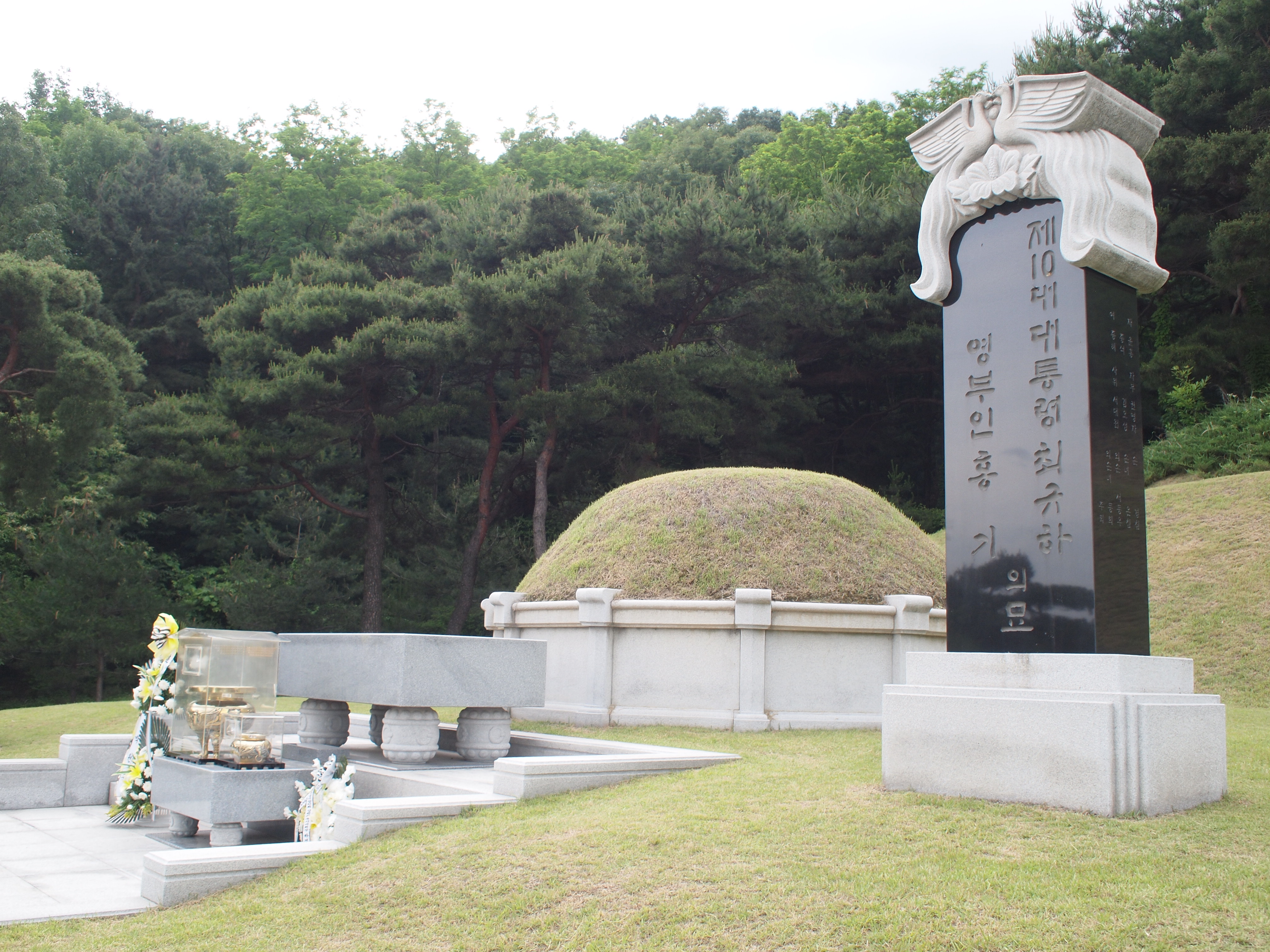
崔圭夏總統陵園

大田顯忠院於總統朴正熙任內決定設立，以因應國立首爾顯忠院容量不足之問題。1976年4月14日正式選定地點，1979年4月1日開工，1985年11月13日竣工。
自2006年1月30日起，因《國立墓地設置及運營相關法律》（／）施行，使大田顯忠院上屬機關由國防部移交給國家報勳處。